# El Danubio azul
El Danubio azul, o El bello Danubio azul (título original en alemán: An der schönen blauen Donau op. 314, En el bello Danubio azul), es un vals compuesto por Johann Strauss (hijo) en 1866.

## Historia
Johann von Herbeck, director del Wiener Männergesangverein, pidió a Strauss que le escribiera un vals para su coro. Herbeck llevaba mucho tiempo disgustado con el repertorio del coro masculino, que en su opinión era mediocre y gris, por lo que deseaba un vals coral "vivo y alegre" para los carnavales de aquel año. La letra la escribiría el poeta fijo de la sociedad coral.
Strauss se puso al trabajo, y pronto terminó el encargo, que sería el más famoso y popular de sus cuatrocientos valses.
En aquella época, reinaba en Viena una atmósfera derrotista como consecuencia de la derrota de Austria a manos de Prusia en la Guerra de las Siete Semanas en 1866. 
El comisario de Policía, Josef Weyl, a quien se encargó la letra del vals, aprovechó la oportunidad para manifestar sus sentimientos políticos. A los componentes del coro no les gustó la letra, y la protestaron ruidosamente cuando tuvieron que ensayar la canción. Su indignación se refería también a la música. Pero Herbeck y el patrón de las artes, Nikolas Dumba, a quien estaba dedicado el vals, consiguieron apaciguarlos y que no ofendieran a Strauss.
El día 13 de febrero de 1867, el vals se estrenó en la Sala Diana, bajo la batuta de Rudolf Weinburm. La orquesta creada por los hermanos Josef y Eduard Strauss, acompañó al coro. Aunque el vals fue bien, pasó de mediano.
Strauss comentó con su hermano Josef: 

"Que el diablo se lleve el dichoso vals. Sólo lo siento por la coda, que pensé habría de gustar más".

Pero cuando el propio Strauss en persona dirigió el vals, aunque sin coro, en la Exposición Universal de París, en el verano del mismo año, el éxito fue enorme, y rápidamente alcanzó una tremenda popularidad. 
Invitado por el Príncipe de Gales, Strauss lo dirigió en Inglaterra, donde fue ejecutado en seis conciertos en el Covent Garden.
Unas semanas después salía para todos los rincones del mundo un millón de ejemplares de la partitura impresa. Las planchas de cobre que se utilizaban en aquel tiempo para la impresión musical, sólo podían utilizarse para 10 000 ejemplares, número excesivo incluso para las melodías más populares. Sin embargo, fue necesario grabar cien planchas para la edición de El bello Danubio azul.
Franz von Gernerth escribió una nueva letra que dice:
"¡Danubio azul! A través de valles y praderas corren tus ondas muellemente. Nuestra Viena te saluda. Tu cinta plateada enlaza playas y playas, y los corazones felices cantan a lo largo de tus hermosas orillas".
Se hicieron varias traducciones inglesas, una de ellas por Charles Dunn. Francia también tiene su versión. El compositor Wekerlin lo adaptó para una sola voz con letra de Jules Barbier.
Hoy, El Danubio azul es considerada una de las piezas más populares de la música clásica. Las connotaciones sentimentales vienesas lo han convertido en el segundo himno nacional austriaco y es uno de los "bises" indiscutibles del Concierto de Año Nuevo de Viena. Es muy tradicional en Hispanoamérica bailar un vals en las fiestas de boda y de 15 años, siendo El Danubio azul la pieza más utilizada.
La melodía principal suele cantarse en México en fiestas de cumpleaños por los invitados, con la letra «Queremos pastel, pastel, pastel», para indicar que desean que se sirva el pastel de cumpleaños.

## Letra
A continuación se presenta el texto original de la canción (alemán) y su traducción (español):
| An der schönen blauen Donau Donau so blau, so schön und blau, durch Tal und Au wogst ruhig du hin, dich grüßt unser Wien, dein silbernes Band knüpft Land an Land und fröhliche Herzen schlagen an deinem schönen Strand. Weit vom Schwarzwald her eilst du hin zum Meer, spendest Segen allerwegen, Ostwärts geht dein Lauf, nimmst viel Bruder auf: Bild der Einigkeit für alle Zeit! Alte Burgen Seh'n nieder von den Höh'n, grüssen gerne dich von ferne und der Berge Kranz, hell vom Morgen glanz, spiegelt sich in deiner Wellen Tanz. Die Nixen auf dem Grund, die geben's flüsternd kund, was alles du erschaut, seit dem über dir der Himmel blaut. Drum schon in alter Zeit ward dir manch Lied geweiht; und mit dem hellsten Klang preist immer auf's Neu dich unser Sang. Halt an deine Fluten bei Wien, es liebt dich ja so sehr! Du findest, wohin du magst zieh'n, ein zweites Wien nicht mehr! Hier quillt aus voller Brust der Zauber heit'rer Lust, und treuer, deutscher Sinn streut aus seine Saat von hier weithin. | El bello Danubio azul Danubio tan azul, tan bello y azul, a través del valle y el campo se desplaza hacia abajo aún, Nuestra Viena te saluda, su cinta de plata, une todas las tierras y la alegría del corazón golpea la hermosa ribera. Lejos de la Selva Negra te apresuras hacia el mar dando bendición a todo. Fluyes hacia el este acogiendo a muchos hermanos ¡Imagen de unidad de todos los tiempos! Antiguos castillos te ven desde lo alto, y saludan desde lejos y las montañas escarpadas que resplandecen en la mañana, se reflejan en la danza de tus olas. Las sirenas en el fondo, susurran lo que escuchas, bajo el cielo azul. El ruido de tu paso es una canción de hace mucho tiempo y los sonidos más brillantes no siempre se los llevan. ¡Mantén tus olas en Viena, que te ama tanto! A donde quiera que vayas ¡No encontrarás otro lugar como Viena! Aquí vierte de sus pulmones la magia de deseos felices y fiel, extiende el sentimiento germánico sembrándolo a lo largo de sus aguas. |